# Corylophus cassidoides
Corylophus cassidoides là một loài bọ cánh cứng trong họ Corylophidae. Loài này được Marsham miêu tả khoa học đầu tiên năm 1802.